# لنیگن، ساسکاچوان
لنیگن، ساسکاچوان (به انگلیسی: Lanigan, Saskatchewan) یک منطقهٔ مسکونی در کانادا است که در ساسکاچوان واقع شده‌است. لنیگن ۱٬۲۳۳ نفر جمعیت دارد.